# Marjorie Monaghan
Marjorie Monaghan (* 19. März 1964 in Kalifornien) ist eine US-amerikanische Schauspielerin.

## Leben
Monaghan studierte an der Miami University in Ohio und schloss mit einem B.A. in Schauspielkunst ab. Danach zog sie nach New York City, wo sie 1990 ihre erste Fernsehrolle als Feuerwehrfrau Jean Ballantry in der kurzlebigen Fernsehserie H.E.L.P. – Das Rettungsteam im Einsatz bekam. Weitere größere Serienrollen hatte sie als JoJo Thorson in Space Rangers (1993–1994), als die Führerin des Mars-Widerstandes Theresa „Tessa Nummer Eins“ Halloran in Babylon 5 (1997–1998) und als Kathleen Ryan in Rescue 77 (1999). Ebenso hatte sie auch etliche Gastauftritte in anderen Serien, wie etwa in Zurück in die Vergangenheit (1990), Mord ist ihr Hobby (1991), Star Trek: Raumschiff Voyager (1995), JAG – Im Auftrag der Ehre (1997) und Andromeda (2004).
Filme, in denen sie spielte, sind unter anderem Fegefeuer der Eitelkeiten (1990), In Sachen Henry (1991), Nemesis (1992), Jack Reed: Gnadenlose Jagd (1994), Sorcerers (1998) und Starship Osiris (1998).

## Filmografie (Auswahl)
- 1990: H.E.L.P. – Das Rettungsteam im Einsatz (H.E.L.P., Fernsehserie, sechs Folgen)
- 1990: Zurück in die Vergangenheit (Quantum Leap, Fernsehserie, zwei Folgen)
- 1990: Law & Order (Fernsehserie, eine Folge)
- 1990: Fegefeuer der Eitelkeiten (The Bonfire of the Vanities)
- 1991: Alptraum (Aftermath: A Test of Love, Fernsehfilm)
- 1991: In Sachen Henry (Regarding Henry)
- 1991: Mord ist ihr Hobby (Murder, She Wrote, Fernsehserie, eine Folge)
- 1992: Nemesis
- 1993: L.A. Law – Staranwälte, Tricks, Prozesse (L.A. Law, Fernsehserie, eine Folge)
- 1993–1994: Space Rangers (Fernsehserie, sechs Folgen)
- 1994: Jack Reed: Gnadenlose Jagd (Jack Reed: A Search for Justice, Fernsehfilm)
- 1995: California Dreams (Fernsehserie, eine Folge)
- 1995: Star Trek: Raumschiff Voyager (Star Trek: Voyager, Fernsehserie, Folge Helden und Dämonen)
- 1996: Tödliches Spiel (Deadly Games, Fernsehserie, eine Folge)
- 1996: Pretender (The Pretender, Fernsehserie, eine Folge)
- 1997: Der Sentinel – Im Auge des Jägers (The Sentinel, Fernsehserie, eine Folge)
- 1997: JAG – Im Auftrag der Ehre (JAG, Fernsehserie, eine Folge)
- 1997–1998: Babylon 5 (Fernsehserie, sieben Folgen)
- 1998: Sorcerers
- 1998: Starship Osiris (The Warlord: Battle for the Galaxy, Fernsehfilm)
- 1999: Rescue 77 (Fernsehserie, acht Folgen)
- 1999: Becker (Fernsehserie, eine Folge)
- 2004: Andromeda (Fernsehserie, zwei Folgen)
- 2005: The Great War of Magellan (Kurzfilm)